# Blood for the Blood God
«Blood for the Blood God» — сьомий студійний альбом ірландського кельтик-метал-гурту Cruachan. Реліз відбувся 5 грудня 2014 року.

## Список композицій
| #     | Назва                                                         | Тривалість |
| ----- | ------------------------------------------------------------- | ---------- |
| 1.    | «Crom Cruach» (інструментал)                                  | 01:06      |
| 2.    | «Blood for the Blood God»                                     | 05:49      |
| 3.    | «The Arrival of the Fir Bolg»                                 | 06:27      |
| 4.    | «Beren and Luthien»                                           | 05:47      |
| 5.    | «The Marching Song of Fiach Mac Hugh»                         | 03:22      |
| 6.    | «Prophecy»                                                    | 04:52      |
| 7.    | «Gae Bolga» (інструментал)                                    | 04:04      |
| 8.    | «The Sea Queen of Connaught»                                  | 07:27      |
| 9.    | «Born for War (The Rise of Brian Boru)»                       | 05:52      |
| 10.   | «Perversion, Corruption and Sanctity - Part 1»                | 05:51      |
| 11.   | «Perversion, Corruption and Sanctity - Part 2» (інструментал) | 04:32      |
| 12.   | «Pagan» (версія 2014 року)                                    | 04:20      |
| 59:29 |                                                               |            |

## Учасники запису
- Кіф Фей — вокал, електрогітара, акустична гітара, клавіші, бузукі, мандоліна, боран, ударні
- Керіан Бол — гітари
- Ерік Флетчер — бас-гітара
- Моро Фрізон — ударні
- Джон Райян — скрипка, віолончель
- Джон О'Фатай — ірландська флейта, вістл